# Steinkiste von Quinish
Die Steinkiste von Quinish wurde 1891 beim Kiesabbau gefunden und zerstört. Die frühbronzezeitliche Steinkiste lag bei Dervaig auf der Isle of Mull in Argyll and Bute in Schottland.

## Funde

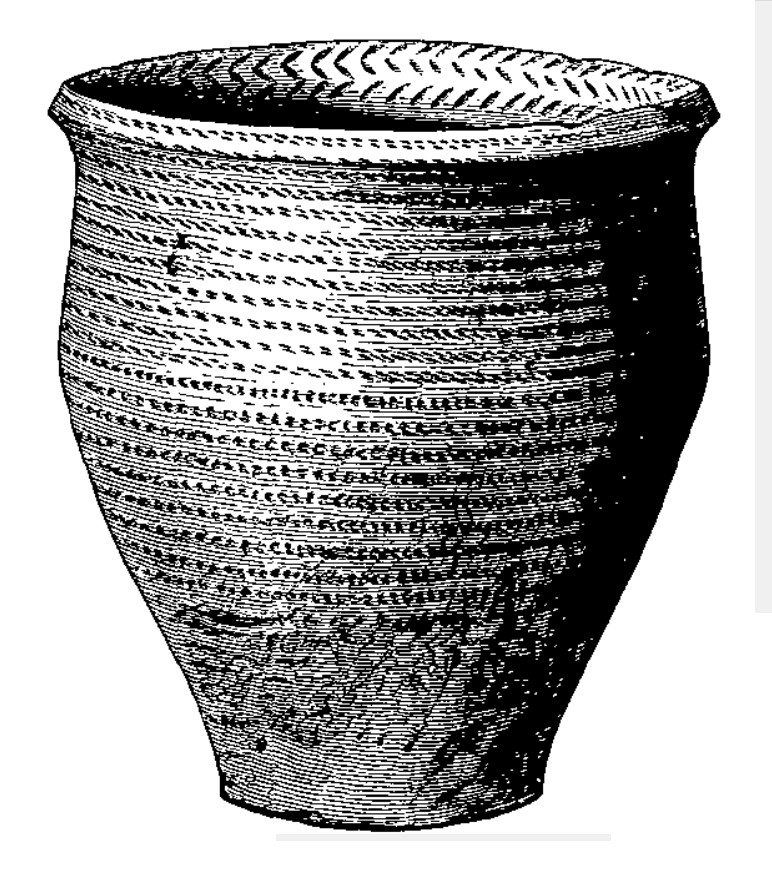
Frühbronzezeitliches Gefäß aus der Steinkiste von Quinish, ein sogenanntes Speisegefäß (food vessel), am oberen Rand innen mit einem Zickzack-Muster verziert

Die Steinkiste gehört zu den Plätzen, an denen Funde gemacht wurden, aber an denen in situ keine sichtbaren Überreste mehr erhalten sind. Ihr Deckstein wird in einem Blumenbeet eines etwa 20 m westlich der Fundstelle gelegenen Hauses aufbewahrt.
Gefunden wurde ein 14 cm hohes, an der Mündung 13 cm und an der Basis 5,5 cm messendes, mit ornamentalen Doppelreihen verziertes Gefäß. Das bikonische Gefäß wurde in der ersten Beschreibung im Jahr 1893 als food vessel (deutsch: Speisegefäß) typisiert. Diese bis heute verwendete Fundtypisierung weist auf die ursprüngliche Deutung der Archäologen des 19. Jahrhunderts hin, Gefäße dieses Typs mit großer Öffnung als Aufbewahrungsorte von Speisen zu interpretieren. Solche Gefäße konnten klar von Bechern mit kleinen Öffnungen unterschieden werden, die als Trinkgefäße gedeutet wurden. Food vessels dieses Typs mit ihren ornamentalen Verzierungen wurden nahezu ausschließlich als Grabbeigaben in Steinkisten der frühen Bronzezeit gefunden. Es befanden sich aber nach genauen Untersuchungen nur selten Speisereste in diesen Gefäßen.
Das Gefäß aus der Steinkiste von Quinich ist auf der gesamten Außenseite mit horizontal umlaufenden Ornamenten verziert, die an eine verdrillte Kordel erinnern, die vor dem Brennen in den Ton eingedrückt wurde. Allerdings wurden die etwa 30 Doppellinien nicht mit einer Schnur erzeugt, sondern mit einem spitzen Werkzeug in den Ton graviert. Die Muster oberhalb und unterhalb der breitesten Stelle des Gefäßes sind um ein Weniges filigraner als jene an der Schulter. Der Rand der Öffnung ist nach außen gewölbt und auch an der Innenseite ornamentiert. Hier zeigt das Gefäß ein deutliches Zickzack-Muster. Der schottische Archäologe Frederick Rhenius Coles wies 1903 auf die Seltenheit dieser außergewöhnlichen Ornamentation hin, die er von diesem Speisegefäß und von zwei Trinkgefäßen beschreibt.
Das von James A. Forsyth 1893 gestiftete Gefäß befindet sich im National Museum of Scotland. Eine Bronzeaxt aus einer privaten Sammlung in Doncaster soll angeblich auch von Quinish stammen.
Die Steinreihe von Quinish liegt nordwestlich von Dervaig.